# 崇信県
崇信県（すうしん-けん）は中華人民共和国甘粛省平涼市に位置する県。県人民政府の所在地は錦屏街道。

## 地理
崇信県は東経106度50分から107度10分、北緯35度1分から35度25分に位置し、東は涇川県・霊台県、西は華亭市、北は崆峒区、南は陝西省隴県に隣接する。

## 行政区画
1街道、4鎮、2郷を管轄：
- 街道：錦屏街道
- 鎮：錦屏鎮、新窯鎮、柏樹鎮、黄寨鎮
- 郷：黄花郷、木林郷
- 銅城工業園区

## 交通

### 鉄道
- 中国国家鉄路集団
  - 宝中線
    - 崇信駅

### 道路
- 高速道路
  -  長華高速道路
- 国道
  - G312国道